# Baar (plateau)
Pour les articles homonymes, voir Baar.
La Baar est un plateau dans le sud-ouest de l'Allemagne d'altitude 600 à 900 mètres.
Elle est bordée par la partie sud-est de la Forêt-Noire à l'ouest et par le Jura souabe à l'est, et le Rhin (frontière Allemagne-Suisse) au sud.
C’est sur ce plateau que naissent deux cours d'eau, le Brigach et le Breg, dont la confluence à Donaueschingen donne naissance au Danube.
Le Neckar y prend également sa source.